# 文類
文類（英語：literary genre）又稱文體或體裁，指文學作品的分類範疇，是文學批評的常用術語。一篇作品所屬文類可以依其內容、風格、技巧以至篇幅來劃分。
西方傳統文體分三大主流類型：
1. 史詩，演變為敘述體和小說
2. 抒情詩，即後來的詩歌
3. 戲劇

## 次文類
小說、詩歌和戲劇三大文類可區分出種種「次文類」（Sub-genre），如「小說」之下，有「成長小說」這個次文類，以主角在不同地方所經歷的啟蒙和成長過程為小說主體；在「成長小說」這個次文類以下，又有「浪蕩成長小說」，以惡棍和行為不檢者為主人公。此外，還有流行而通俗的「浪漫傳奇故事」（或稱「羅曼史」，Romance），此類著作往往見於暢銷書排行榜。
在詩歌這個文類中，則可以區分出「十四行詩」、「詠嘆」、「贊頌」、「挽歌」等次文類；戲劇也可以細分為「喜劇」、「悲劇」、「悲喜劇」和「鬧劇」等。
許多次文類的定義相當含糊不清，成為學者棘手的問題。

## 研究書目
- 廖炳惠：《關鍵詞200：文學與批評研究的通用詞匯編》（台北：麥田出版社，2003）。